# Шарафутдинов, Шухрат Хурсанович
Шухрат Хурсанович Шарафутдинов (узб. Шарафутдинов Шухрат Хурсанович; род. 5 февраля 1965 года, Багдадский район, Ферганская область, Узбекская ССР, СССР) — политик, депутат Законодательной палаты Олий Мажлиса Республики Узбекистан IV созыва (2020—2025).

## Биография
Шухрат Хурсанович Шарафутдинов родился 5 февраля 1965 года в Багдадском районе Ферганской области. По образованию инженер-технолог.
В IV созыве Законодательной палаты Олий Мажлиса Республики Узбекистан депутат от Бешарыкского избирательного округа № 100, член комитета по вопросам инновационного развития, информационной политики и информационных технологий. Во фракции «Движения предпринимателей и деловых людей — Либерально-демократической партии Узбекистана», в группе по сотрудничеству с Палатой представителей Парламента Малайзии.